# На пятом этаже (театр)
Московский драматический театр "На пятом этаже" — существовал в Москве с 1974 года по 2004 год под руководством Заслуженного работника культуры РФ Вадима Борисовича Шрайбера.

## История
История театра берет свое начало в 1946 году, когда был создан "Театральный коллектив ДКМ".
1952 год - В ДКМ приходит на должность Художественного руководителя Василий Андреевич Котиков. Руководителем театрального коллектива он приглашает Иванова Георгия Александровича, артиста театра Сатиры.
1954 год - Руководителем театрального коллектива стал Марк Григорьевич Альтшуль.
В годы войны он руководил одним из фронтовых театров, затем театральным коллективом ДК Промкооперации.
1956 год - В декабре состоялся творческий отчёт коллектива с показом всех спектаклей. Решением Дорпрофсожа Московского Метростроя по результатам этого показа , театральному коллективу было присвоено наименование: "Рабочий самодеятельный театр ДК Метростроя".
1957 год - Спектакль "Персональное дело" показан в рамках фестиваля молодёжи г. Москвы "Театральная весна", летний театр ЦПКиО (20 мая).
1959 год - За большие творческие достижения в 1955-1958 гг. на основании совместного Решения Президиума МГСПС и Коллегии Министерства Культуры РСФСР от 18 августа 1959 г. Приказом по Министерству Культуры РСФСР N 834 от 16 октября 1959 г. театру было присвоено наименование "Народный драматический театр ДК Метростроя". В декабре спектакль "Оптимистическая трагедия" был показан в Кремлёвском театре.
1974 год - 2004 год - Главным режиссёром театра стал Вадим Борисович Шрайбер, который будет возглавлять театр более 30 лет. Театр меняет свое название и становится театром «На Пятом Этаже», гордясь уникальной планировкой двух своих залов и экспериментами со сценическим пространством в непосредственном контакте с публикой.В это время происходит необыкновенный подъем: театр открывает свои двери для зрителей от 4 до 10 раз в неделю, в кассе выстраиваются очереди за билетами, театр становится призером и победителем различных фестивалей.Тогда же рождается основная идея, можно сказать даже основная ценность театра, бережно поддерживаемая труппой театра по сей день - доверительный и искренний язык, на котором актеры общаются со зрителем.
2003 год - Новые владельцы ДК Метростроя "попросили" театр из помещения. Благовидный предлог: невозможность платить арендную плату, запрошенную даже за фойе и гардероб ДК. Несмотря на протесты многочисленных деятелей культуры, рейдерский "спор хозяйствующих субъектов" лишил театр полувекового дома.
2004 год - Театр обрёл пристанище в ДК им. Луначарского. В этот момент происходит реорганизация управления и Московский драматический театр "На пятом этаже" проходит ряд преобразований и становится театром-студией "Постскриптум"

## Спектакли 1974-2004
1978 - "Уроки" (по одноактовкам А.Володина "Чаша бытия" и Г.Никитина "Уроки")

1979 - "Утиная охота" (А.М.Вампилов)

1981 - "Любовь" (одноактовки: А.Володин "Идеалистка" - в позднейшем варианте Л.Петрушевская "День рождения Смирновой", - и Л.Петрушевская "Любовь")

1981 - "Три сестры" (А.П.Чехов)

1982 - "Мужья и жёны" (по рассказам А.П.Чехова "Ведьма", "Супруга", "Хористка", "Егерь", "Враги")

1982 - "День рождения Смирновой" (Л.Петрушевская) 

1983 - "Стыдно быть несчастливым" (А.Володин "Графоман", С.Злотников "Два пуделя", Л.Петрушевская "Любовь")

1983 - "Восточная трибуна" (А.Галин)

1984 - "Вне игры" (Э.Олби "Что случилось в зоопарке", Т.Уильямс "Предназначено на слом" - позже Н.Сига "Преступление Хана")

1984 - "Навеки девятнадцатилетние" (Г.Бакланов)

1985 - "Зинуля" (А.Гельман)

1985 - "Кавказский меловой круг" (Б.Брехт)

1986 - "Чинзано" (Л.Петрушевская)

1986 - "Высшее наблюдение признало необходимым" (А.М.Радченко) - стихи, письма, воспоминания и подлинное Военно-Судное дело о дуэли А.С.Пушкина

1987 - "51 рубль" (А.Железцов)

1988 - "Звёзды на утреннем небе" (А.Галин)

1989 - "Корабль Дураков" (Н.Коляда)

1989 - "Вид в Гельдерланде" (Ю.Волков)

1990 - "Группа" (А.Галин)

1990 - "Мольер" (М.А.Булгаков)

1991 - "Владимир святой" (Е.Джордж)

1991 - "Король-олень" (К.Гоцци)

1993 - "Женитьба Фигаро" (П.О.Бомарше)

1993 - "Этого никогда не было. Марина Цветаева" (Г.М.Соколова)

1994 - "Три супруги - совершенства" (А.Касона)

1994 - "Лето семнадцатой куклы" (Р.Лоулер)

1994 - "Библиотекарь" (А.Галин)

1994 - "Кароль" (С.Мрожек)

1995 - "Кин IV" (Г.Горин)

1995 - "Превратности любви" (по одноактовкам А.П.Чехова "Предложение" и "Медведь")

1995 - "Пять вечеров" (А.Володин)

1995 - "Уйду в монастырь!" (Г.М.Соколова)

1996 - "Клеопатра" (Ю.Эдлис)

1997 - "Таинственное происшествие в отеле Гринфингерс" (Дж.Пристли)

1998 - "Пизанская башня" (Н.Птушкина)

1998 - "Сирена и Виктория" (А.Галин)

2000 - "Азалия" (И.Жамиак)

2000 - "Как важно быть серьёзным" (О.Уайльд)

2002 - "На троих, не считая..." (С.Мрожек: "Кароль", "Забава")

2002 - "Не спите на сердце - страшное привидится..." (Н.Коляда "Старосветские помещики")